# Sihora
Sihora fou un estat tributari protegit a l'agència de Rewa Kantha, presidència de Bombai, amb una superfície de 40 km². L'estat estava regat pels rius Mahi, Mesri i Goma i en gran part cobert de jungla; les partes cultivades eren riques produint cotó, arròs, mill i gram. El sobirà el 1881 era Suda Parmar Nar Singhji.
Els ingressos estimats eren de 1400 lliures i pagava un tribut de 480 lliures al Gaikwar de Baroda.